# Nihonogomphus thomassoni
Nihonogomphus thomassoni är en trollsländeart som först beskrevs av Kirby 1900.  Nihonogomphus thomassoni ingår i släktet Nihonogomphus och familjen flodtrollsländor. IUCN kategoriserar arten globalt som livskraftig. Inga underarter finns listade i Catalogue of Life.